# Baltimore-i festő
A Baltimore-i festő körülbelül i. e. 340 és i. e. 320 között aktív,  Dél-Itáliában, Apuliában alkotó görög vázafestő volt. Pontos születési és halálozási dátuma nem ismert és mivel nem szignálta alkotásait, neve sem maradt ránk. Nevét egy Baltimore-ban őrzött voluta-kratérről kapta.
Ő volt a késő-apuliai vázafestők legtehetségesebb és legkiemelkedőbb alkotója. Tekintve, hogy neki és közvetlen kollégáinak számos vázája Canosa környékéről került elő valószínűsíthető, hogy műhelye is ott volt. Alkotásai sokban hasonlítanak tarantói kortársai festményeihez. Ez különösen az Alvilág-festő vázáin szembetűnő, főleg témaválasztásban, a sokalakos kompozíciókban, a monumentális ábrázolásmódban és a másodlagos díszítőelemekben. Az arcokat és a drapériákat viszont különbözőképpen jelenítették meg, amiben a Baltimore-i festő volt sokkal merészebb és határozottabb.
Sokféle edénytípust díszített, voltak köztük kisebb és nagyobb méretű vázák is. A voluta-kratérekre gyakran fehér színű vonaldíszítést festett az edény fogójára és női arcokat a csigavonal helyére. A kratérek nyakát időnként egy szélesebb és egy keskenyebb vízszintes sávra osztotta fel. A keskenyebb sávba általában másodlagos díszítőelemeket, például egy növényi dísz mellett lévő női arcot festett, a szélesebb sávba pedig figurális jelenetet. Esetenként az edény talpán is figurák vagy egy női fej  jelenik meg a megszokott ornamentális motívumok helyett. A nagyobb kratérek talpát általában külön készítették el és előfordult, hogy nem ugyanaz a festő díszítette mint aki az edény többi részét. Az amforák és lutrophoroszok nyakát bonyolult ornamentális mintákkal esetleg a hagyományos női fejjel emelte ki. 

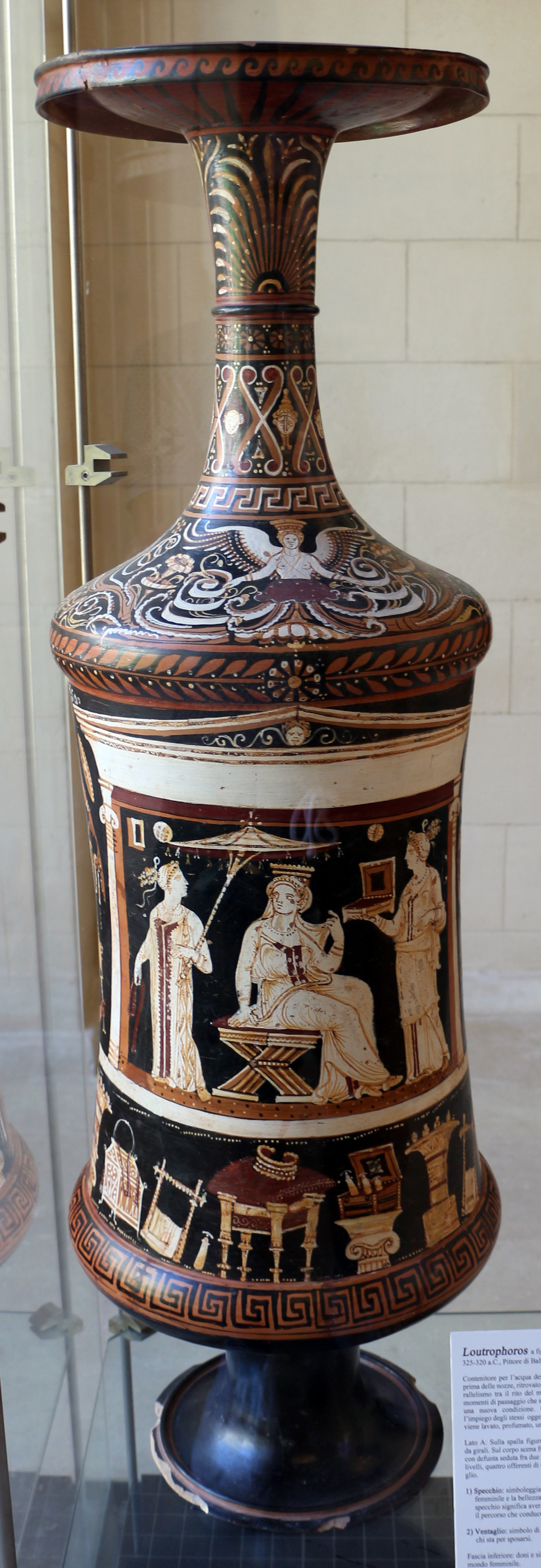
Lutrophorosz esküvői jelenettel, i. e. 4. század utolsó harmada, Forli

Nagyobb vázáin egyaránt megtalálhatók mitológiai és temetési jelenetek, a mindennapi életet ábrázoló képei a kisebb edényekre kerültek. 
A temetési vázáin a hagyományos ábrázolásmódot követte, előoldalukon egy naiszkoszt (kisméretű templom), hátoldalukon egy sztélét ábrázolt. Amikor az előoldalon mitológiai jelenet látható a naiszkosz a hátoldalra kerül, benne egy  hozzáadott fehér szín helyett vörösalakos technikával megfestett fiatal férfialakkal. Más naiszkosz-jelenetén az épületbe három figurát is festett ekkor a nők általában narancssárga és a vörös különböző árnyalataival készített színes ruhát viselnek. A naiszkosz mennyezetéről különféle tárgyak, gyakran páncélok lógnak és időnként (mint a Ganümédész-festő munkáin) virágdíszítés és feltűnik bennük. A szentély lépcsőjén sokszor hozzáadott fehér színnel kialakított geometrikus díszítés látható. 
Mitológiai képeinek témaválasztása változatos, de nem tartalmaz újdonságot. Számos képe amazonomakhiát és gigantomakhiát ábrázol az alakokat sávokba rendezve. Testhelyzetük sokszor kicsavarodik, arckifejezésük kifejezi szenvedésüket. Más vázáinak témája az epikus költészethez köthető. A legtöbb jeleneten egy felső sávban isteneket ábrázolt, akik figyelik az alattuk zajló eseményeket. A Ganümédész-festőhöz hasonlóan ő is festett kisebb mitológiai témájú képeket a nagyobb hüdriák vállrészére (például kocsijeleneteket). 
Jó néhány különlegesen nagy tál közepére tondót festett, benne a mindennapi életet bemutató képpel, fiatal férfiakkal, nőkkel és Erósszal, esetenként egy-egy kocsival. Másodlagos díszítőelemei bonyolultak, de kevésbé eredetiek és elegánsak mint a Ganümédész-festő hasonló ábrázolásai.
Korai munkáira erősen hatottak a Patera-festő alkotásai, később ahogy stílusa fejlődött kialakította egyéni festésmódját. Figurái feje enyhén oldalra dől, az arcokat háromnegyedes perspektívában ábrázolta. A pupillákat erőteljes fekete foltként rajzolta meg, az orrok nagyok, az alsó ajkak hangsúlyosak. Profilban ábrázolva a száj esetenként csak egy vízszintes vonal a négyszög alakú áll fölött. Drapériáinak ráncai hangsúlyosak, a mellek vonalában (hasonlóan a Dareiosz-festő és az Alvilág-festő képeihez) legtöbbször egy egymást keresztező vonallal ábrázolva. A nők időnként fehér, háromszög alakú diadémot viselnek. Lófigurái zömökek és vastag nyakúak. 

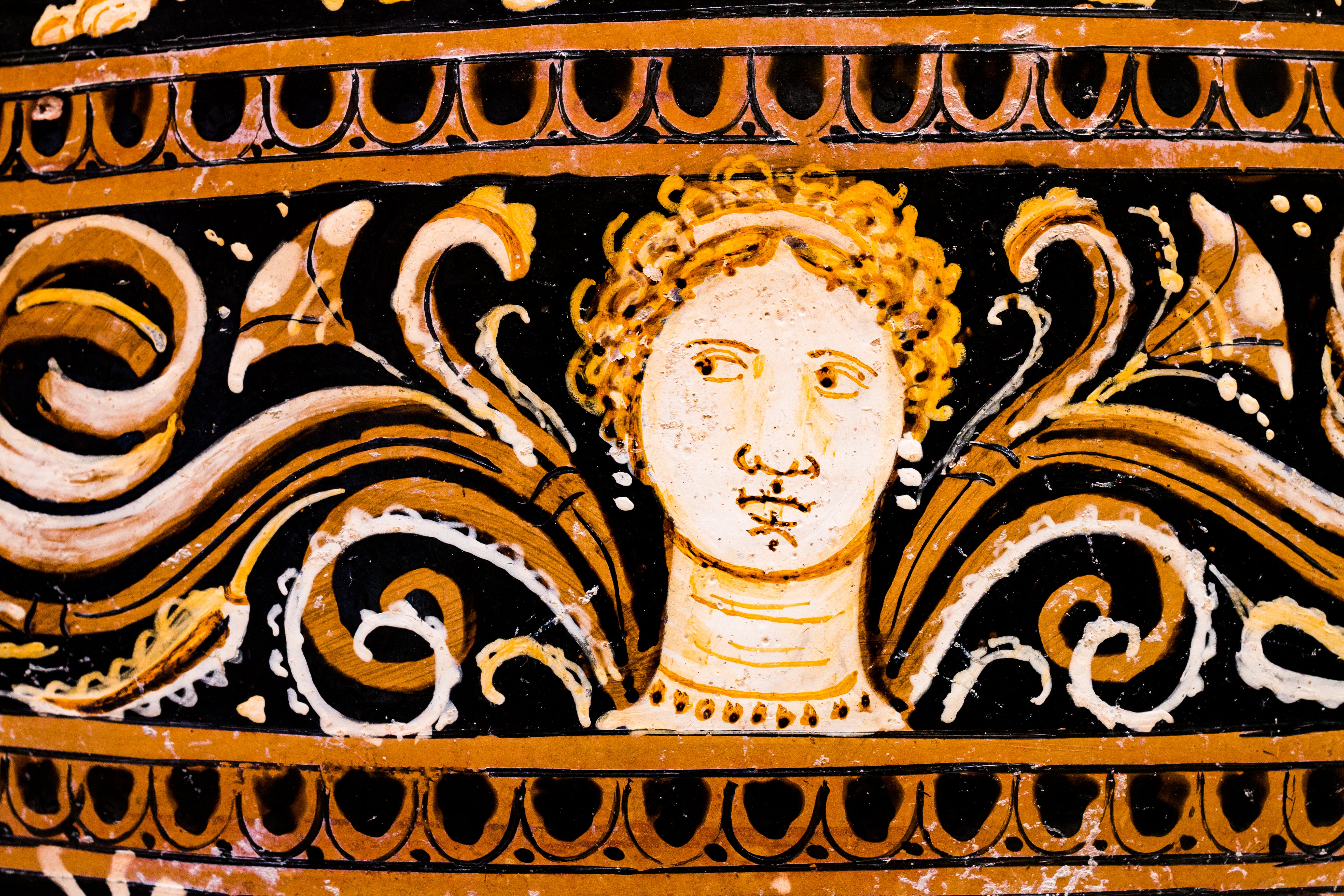
Másodlagos díszítőelem egy hüdrián

A Baltimore-i festőre és követőire jellemző, hogy képeik előoldalára időnként egy kisméretű, M betűre hasonlító fogóval ellátott hüdriát festettek. A másodlagos díszítőelemként az edények nyakára festett női fejek egy jelentős része jellegzetes kinézetük alapján könnyen hozzá köthetők. Hajukat fehér szalaggal kontyba összefogva, szájukat, szemüket vastag ecsetvonásokkal festette meg, szájuk szélén sokszor egy rövid függőleges vonal látható.
Kisebb edényeken is feltűnnek hasonlóan megfestett női fejek, ezek vagy magának a Baltimore-festőnek munkái, vagy egy vele szoros munkakapcsolatban álló vázafestőé. 
Közvetlen követője és munkásságának örököse a Fehér fejfedők festője volt. Az alkotásaik közötti szoros kapcsolat főleg az utóbbi korai alkotásain feltűnő, az edénycsoport egyes darabjait korábban a Baltimore-i festő munkáinak tartották.